# Districtul Bordj Badji Mokhtar
Bordj Badji Mokhtar este un district din provincia Adrar, Algeria.